# Silvio Baldini
Silvio Baldini (Massa, 11 settembre 1958) è un allenatore di calcio ed ex calciatore italiano, di ruolo difensore, commissario tecnico della nazionale Under-21 italiana.

## Carriera
Nativo di Massa e originario del vicino borgo di Canevara, dopo una breve carriera da calciatore dilettante in squadre della sua zona (uno dei suoi allenatori fu Adriano Buffon, padre del portiere Gianluigi), inizia ad allenare a 26 anni il Bagnone (squadra di seconda categoria) per proseguire poi in squadre toscane delle serie dilettantistiche e di Serie C. Debutta in Serie B nella stagione 1997-1998 come allenatore del Chievo. L'anno dopo allena il Brescia. A novembre 1999 diventa l'allenatore dell'Empoli, che in quel momento è in Serie B e che, sotto la guida di Baldini, termina il campionato all'8º posto. Nella stagione 2000-2001 Baldini, ancora alla guida dell'Empoli, arriva quinto, andando molto vicino alla promozione in Serie A, ottenuta nella stagione 2001-2002. In Serie A con l'Empoli raggiunge una tranquilla salvezza.
Al termine della stagione, l'allenatore toscano decide di lasciare Empoli e assume l'incarico di tecnico del Palermo, firmando un contratto triennale da un milione di euro a stagione. Nonostante la squadra si trovi in terza posizione di classifica, in piena zona promozione della Serie B, la prima esperienza di Baldini in Sicilia finisce con un esonero il 26 gennaio 2004, all'indomani della sconfitta interna contro la Salernitana alla 24ª giornata e a causa di incomprensioni tra il tecnico e il presidente Maurizio Zamparini.
Nell'estate 2004 Baldini è chiamato a sedere sulla panchina del Parma. A dicembre, però, la squadra gialloblù è al penultimo posto in classifica con soli dodici punti. Questa situazione spinge la dirigenza emiliana ad esonerare Baldini, che ancora una volta non riesce a terminare la stagione. A settembre 2005 Baldini è chiamato ad allenare il Lecce dopo l'esonero di Angelo Gregucci. La squadra giallorossa, tuttavia, non riesce ad invertire la rotta e rimane in zona retrocessione. Baldini è nuovamente esonerato nel gennaio 2006. A giugno 2007 Baldini è chiamato ad allenare il Catania, per la stagione sportiva 2007-2008, succedendo al tecnico Pasquale Marino.
Durante la prima giornata del campionato di Serie A 2007-2008 si rende protagonista di un episodio disdicevole: dopo essere stato espulso all'85º e essere (secondo lo stesso Baldini) stato provocato dall'allenatore del Parma Domenico Di Carlo che lo invita ad uscire dal terreno di gioco e lo insulta, reagisce in modo violento, colpendo il collega con un calcio nelle terga. Viene quindi squalificato per un mese, cioè per cinque giornate di campionato.
Il Catania di Baldini si dimostra squadra in forma e temibile per tutto il girone d'andata (riuscendo a raggiungere la qualificazione alla semifinale di Coppa Italia). Nel girone di ritorno, tuttavia, la squadra perde smalto e il 31 marzo 2008, dopo la sconfitta casalinga ad opera del Torino, Baldini decide di dimettersi lasciando la squadra al terz'ultimo posto in classifica, subentra al suo posto Walter Zenga. Il 26 maggio 2008 diventa nuovamente allenatore dell'Empoli, con il compito di riportarlo in Serie A. Finita la stagione 2008-2009 senza centrare la promozione, con la sconfitta nella semifinale play-off contro il Brescia, chiude ufficialmente il rapporto con la squadra toscana il 16 giugno 2009 giorno in cui l'Empoli lo sostituisce con Salvatore Campilongo.
Il 13 giugno 2011 viene chiamato alla guida del Vicenza, sottoscrivendo un contratto annuale fino a giugno 2012. Il 6 ottobre 2011 viene esonerato dopo l'8ª giornata di campionato, successivamente alla sconfitta casalinga per 0-2 contro il Varese, periodo in cui il Vicenza racimola tre punti in campionato senza conseguire alcuna vittoria.
Il 20 giugno 2017 diventa il nuovo allenatore della Carrarese, tornando così alla guida di una squadra dopo sei anni; ha dichiarato a La Gazzetta dello Sport che non riceverà alcuno stipendio (nel suo contratto sono previsti soltanto una penale nel caso di esonero e un bonus promozione). I primi due anni la Carrarese arriva 7ª nel girone A di Serie C perdendo il secondo turno dei play-off al primo anno e i quarti di finale al secondo. Nel 2019-2020 la squadra si piazza 2ª arrivando fino alla semifinale play-off. Nel corso della stagione seguente supera quota cento vittorie in Serie C. Il 21 marzo 2021 al termine della sfida persa contro la Giana Erminio rassegna le dimissioni. Con una nota la dirigenza respinge le sue dimissioni, invitando contestualmente la squadra ad assumersi le proprie responsabilità. Attraverso le parole del capitano Giovanni Foresta, la squadra si assume le responsabilità delle scarse prestazioni e si impegna a collaborare con l’allenatore per uscire dallo stallo. Già nel novembre 2019 era stato vicino all’addio dopo la partita con l’AlbinoLeffe salvo poi avere un ripensamento, anche in quel caso, in seguito a una lettera scritta dai giocatori.
A seguito della sconfitta esterna rimediata ancora una volta contro l'AlbinoLeffe, il 10 aprile rassegna nuovamente le proprie dimissioni. Il giorno successivo la società accetta le dimissioni presentate dal tecnico.
Il 24 dicembre 2021 fa ritorno, dopo l'esperienza nell'anno 2003-2004, al Palermo, in quel momento quinto nel girone C di Serie C con 33 punti dopo 20 partite, sostituendo l'esonerato Giacomo Filippi. Chiude la stagione regolare al terzo posto e nei play-off arriva in finale, dove batte il Padova per 1-0 sia all'andata sia al ritorno, ottenendo la promozione in Serie B e riportando i siciliani in serie cadetta dopo tre anni dal fallimento. Confermato anche per la stagione successiva, il 27 luglio 2022, a quattro giorni dal debutto stagionale in Coppa Italia e a poche settimane dall’inizio del campionato di Serie B, a sorpresa Baldini e il direttore sportivo Renzo Castagnini si dimettono per divergenze di mercato con la nuova proprietà del Palermo.
Il 20 settembre 2022, in seguito all'esonero di Fabrizio Castori, viene nominato nuovo tecnico del Perugia, in Serie B, in quel momento quartultimo con quattro punti raccolti dopo sei giornate. Il 16 ottobre successivo, dopo la sconfitta con il Südtirol e dopo aver messo insieme tre sconfitte su tre partite, in conferenza stampa rassegna le proprie dimissioni, poi ufficializzate il 19 ottobre.
Grazie alla promozione ottenuta con il Palermo, nel febbraio del 2023 Baldini è stato premiato con la Panchina d'oro per la Serie C dal Settore Tecnico della FIGC, poi donata al Palermo Museum.
Il 20 febbraio 2024 viene nominato nuovo tecnico del Crotone, in quel momento settimo in Serie C, con cui firma un contratto fino al termine della stagione. Il 21 marzo seguente, si dimette dall'incarico dopo aver vinto solamente una partita su cinque disputate e con la squadra sempre settima.
Il 7 luglio seguente, viene ingaggiato come nuovo tecnico del Pescara, sempre militante in Serie C. Il mese seguente al debutto è eliminato al primo turno di Coppa Italia Serie C per mano del Pineto (0-2). Dopo la sconfitta nel derby, Baldini decide di mutare il sistema di gioco utilizzato fino ad allora, passando dal 4-2-3-1 al 4-3-3. I risultati non tardano ad arrivare ed il Pescara conquista nove vittorie e tre pareggi nelle prime dodici gare di campionato, stabilendo il record assoluto di sei vittorie consecutive in trasferta. Nonostante un lieve calo fisiologico, i biancoazzurri chiudono al primo posto a 41 punti il girone d'andata; dopo un lungo periodo di flessione tra dicembre 2024 e marzo 2025, la squadra conclude il campionato al 4° posto. Il suo Pescara vince successivamente i playoff di Serie C contro la Ternana ai tiri di rigore l'8 giugno dopo aver vinto 0-1 nella partita di andata al Liberati e perso con il medesimo risultato in casa. Il 19 giugno 2025 comunica ufficialmente la decisione di non proseguire più il rapporto con gli adriatici.
Il 17 luglio seguente viene nominato nuovo commissario tecnico della Nazionale Under-21 italiana.

## Statistiche

### Statistiche da allenatore

#### Club
Statistiche aggiornate al 7 giugno 2025.
| Stagione               | Squadra                | Campionato             | Campionato | Campionato | Campionato | Campionato | Coppe nazionali | Coppe nazionali | Coppe nazionali | Coppe nazionali | Coppe nazionali | Coppe continentali | Coppe continentali | Coppe continentali | Coppe continentali | Coppe continentali | Altre coppe | Altre coppe | Altre coppe | Altre coppe | Altre coppe | Totale | Totale | Totale | Totale | % Vittorie | Piazzamento      |
| Stagione               | Squadra                | Comp                   | G          | V          | N          | P          | Comp            | G               | V               | N               | P               | Comp               | G                  | V                  | N                  | P                  | Comp        | G           | V           | N           | P           | G      | V      | N      | P      | %          | Piazzamento      |
| ---------------------- | ---------------------- | ---------------------- | ---------- | ---------- | ---------- | ---------- | --------------- | --------------- | --------------- | --------------- | --------------- | ------------------ | ------------------ | ------------------ | ------------------ | ------------------ | ----------- | ----------- | ----------- | ----------- | ----------- | ------ | ------ | ------ | ------ | ---------- | ---------------- |
| 1989-1990              | Forte dei Marmi        | Prom.                  | 34         | 12         | 16         | 6          | -               | -               | -               | -               | -               | -                  | -                  | -                  | -                  | -                  | -           | -           | -           | -           | -           | 34     | 12     | 16     | 6      | 35,29      | 3º               |
| 1990-1991              | Forte dei Marmi        | Prom.                  | 30         | 15         | 11         | 4          | -               | -               | -               | -               | -               | -                  | -                  | -                  | -                  | -                  | -           | -           | -           | -           | -           | 30     | 15     | 11     | 4      | 50,00      | 2º               |
| Totale Forte dei Marmi | Totale Forte dei Marmi | Totale Forte dei Marmi | 64         | 27         | 27         | 10         |                 | -               | -               | -               | -               |                    | -                  | -                  | -                  | -                  |             | -           | -           | -           | -           | 64     | 27     | 27     | 10     | 42,19      |                  |
| 1992-1993              | Massese                | C1                     | 32         | 8          | 13         | 11         | CI-C            | 8               | 5               | 1               | 2               | -                  | -                  | -                  | -                  | -                  | -           | -           | -           | -           | -           | 40     | 13     | 14     | 13     | 32,50      | 9º               |
| 1993-1994              | Siena                  | C1                     | 34         | 9          | 12         | 13         | CI-C            | 4               | 2               | 0               | 2               | -                  | -                  | -                  | -                  | -                  | -           | -           | -           | -           | -           | 38     | 11     | 12     | 15     | 28,95      | 12º              |
| 1994-1995              | Siena                  | C1                     | 34         | 9          | 15         | 10         | CI-C            | 4               | 2               | 2               | 0               | -                  | -                  | -                  | -                  | -                  | -           | -           | -           | -           | -           | 38     | 11     | 17     | 10     | 28,95      | 9º               |
| Totale Siena           | Totale Siena           | Totale Siena           | 68         | 18         | 27         | 23         |                 | 8               | 4               | 2               | 2               |                    | -                  | -                  | -                  | -                  |             | -           | -           | -           | -           | 76     | 22     | 29     | 25     | 28,95      |                  |
| 1995-1996              | Carrarese              | C1                     | 34         | 11         | 12         | 11         | CI-C            | 2               | 1               | 0               | 1               | -                  | -                  | -                  | -                  | -                  | -           | -           | -           | -           | -           | 36     | 12     | 12     | 12     | 33,33      | 10º              |
| 1996-1997              | Carrarese              | C1                     | 34         | 10         | 16         | 8          | CI-C            | 8               | 4               | 2               | 2               | -                  | -                  | -                  | -                  | -                  | -           | -           | -           | -           | -           | 42     | 14     | 18     | 10     | 33,33      | 7º               |
| 1997-1998              | Chievo                 | B                      | 38         | 12         | 14         | 12         | CI              | 2               | 0               | 1               | 1               | -                  | -                  | -                  | -                  | -                  | -           | -           | -           | -           | -           | 40     | 12     | 15     | 13     | 30,00      | 11º              |
| 1998-1999              | Brescia                | B                      | 38         | 14         | 14         | 10         | CI              | 4               | 3               | 0               | 1               | -                  | -                  | -                  | -                  | -                  | -           | -           | -           | -           | -           | 42     | 17     | 14     | 11     | 40,48      | 7º               |
| nov. 1999-2000         | Empoli                 | B                      | 25         | 9          | 9          | 7          | CI              | -               | -               | -               | -               | -                  | -                  | -                  | -                  | -                  | -           | -           | -           | -           | -           | 25     | 9      | 9      | 7      | 36,00      | Sub. 9º          |
| 2000-2001              | Empoli                 | B                      | 38         | 18         | 10         | 10         | CI              | 3               | 1               | 1               | 1               | -                  | -                  | -                  | -                  | -                  | -           | -           | -           | -           | -           | 41     | 19     | 11     | 11     | 46,34      | 5º               |
| 2001-2002              | Empoli                 | B                      | 38         | 19         | 10         | 9          | CI              | 5               | 3               | 1               | 1               | -                  | -                  | -                  | -                  | -                  | -           | -           | -           | -           | -           | 43     | 22     | 11     | 10     | 51,16      | 4º (prom.)       |
| 2002-2003              | Empoli                 | A                      | 34         | 9          | 11         | 14         | CI              | 7               | 3               | 1               | 3               | -                  | -                  | -                  | -                  | -                  | -           | -           | -           | -           | -           | 41     | 12     | 12     | 17     | 29,27      | 13º              |
| 2003-gen. 2004         | Palermo                | B                      | 24         | 11         | 9          | 4          | CI              | 5               | 2               | 1               | 2               | -                  | -                  | -                  | -                  | -                  | -           | -           | -           | -           | -           | 29     | 13     | 10     | 6      | 44,83      | Eson.            |
| lug.-dic. 2004         | Parma                  | A                      | 15         | 2          | 6          | 7          | CI              | 2               | 0               | 0               | 2               | CU                 | 6                  | 3                  | 1                  | 2                  | -           | -           | -           | -           | -           | 23     | 5      | 7      | 11     | 21,74      | Eson.            |
| set. 2005-gen. 2006    | Lecce                  | A                      | 16         | 3          | 3          | 10         | CI              | -               | -               | -               | -               | -                  | -                  | -                  | -                  | -                  | -           | -           | -           | -           | -           | 16     | 3      | 3      | 10     | 18,75      | Sub., Eson.      |
| 2007-mar. 2008         | Catania                | A                      | 31         | 6          | 11         | 14         | CI              | 5               | 2               | 2               | 1               | -                  | -                  | -                  | -                  | -                  | -           | -           | -           | -           | -           | 36     | 8      | 13     | 15     | 22,22      | Dimis.           |
| 2008-2009              | Empoli                 | B                      | 42+2       | 18         | 13+1       | 11+1       | CI              | 4               | 3               | 0               | 1               | -                  | -                  | -                  | -                  | -                  | -           | -           | -           | -           | -           | 48     | 21     | 14     | 13     | 43,75      | 5º               |
| Totale Empoli          | Totale Empoli          | Totale Empoli          | 179        | 73         | 54         | 52         |                 | 19              | 10              | 3               | 6               |                    | -                  | -                  | -                  | -                  |             | -           | -           | -           | -           | 198    | 83     | 57     | 58     | 41,92      |                  |
| ago.-ott. 2011         | Vicenza                | B                      | 8          | 0          | 3          | 5          | CI              | 1               | 0               | 0               | 1               | -                  | -                  | -                  | -                  | -                  | -           | -           | -           | -           | -           | 9      | 0      | 3      | 6      | &0,00      | Eson.            |
| 2017-2018              | Carrarese              | C                      | 36+2       | 15+1       | 10         | 11+1       | CI-C            | 2               | 0               | 2               | 0               | -                  | -                  | -                  | -                  | -                  | -           | -           | -           | -           | -           | 40     | 16     | 12     | 12     | 40,00      | 7º               |
| 2018-2019              | Carrarese              | C                      | 37+4       | 19+2       | 5+1        | 13+1       | CI+CI-C         | 1+2             | 0+1             | 0+0             | 1+1             | -                  | -                  | -                  | -                  | -                  | -           | -           | -           | -           | -           | 44     | 22     | 6      | 16     | 50,00      | 7º               |
| 2019-2020              | Carrarese              | C                      | 27+2       | 12         | 9+1        | 6+1        | CI+CI-C         | 2+1             | 0+0             | 1+0             | 1+1             | -                  | -                  | -                  | -                  | -                  | -           | -           | -           | -           | -           | 32     | 12     | 11     | 9      | 37,50      | 2º               |
| 2020-apr. 2021         | Carrarese              | C                      | 35         | 10         | 10         | 15         | CI              | 2               | 1               | 0               | 1               | -                  | -                  | -                  | -                  | -                  | -           | -           | -           | -           | -           | 37     | 11     | 10     | 16     | 29,73      | Dimis.           |
| Totale Carrarese       | Totale Carrarese       | Totale Carrarese       | 211        | 80         | 64         | 67         |                 | 18              | 6               | 4               | 8               |                    | -                  | -                  | -                  | -                  |             | -           | -           | -           | -           | 229    | 86     | 68     | 75     | 37,55      |                  |
| dic. 2021-2022         | Palermo                | C                      | 17+8       | 9+6        | 6+2        | 2          | CI-C            | -               | -               | -               | -               | -                  | -                  | -                  | -                  | -                  | -           | -           | -           | -           | -           | 25     | 15     | 8      | 2      | 60,00      | Sub., 3º (prom.) |
| Totale Palermo         | Totale Palermo         | Totale Palermo         | 49         | 26         | 17         | 6          |                 | 5               | 2               | 1               | 2               |                    | -                  | -                  | -                  | -                  |             | -           | -           | -           | -           | 54     | 28     | 18     | 8      | 51,85      |                  |
| set.-ott. 2022         | Perugia                | B                      | 3          | 0          | 0          | 3          | CI              | -               | -               | -               | -               | -                  | -                  | -                  | -                  | -                  | -           | -           | -           | -           | -           | 3      | 0      | 0      | 3      | &0,00      | Sub., Dimis.     |
| feb.-mar. 2024         | Crotone                | C                      | 5          | 1          | 0          | 4          | CI-C            | -               | -               | -               | -               | -                  | -                  | -                  | -                  | -                  | -           | -           | -           | -           | -           | 5      | 1      | 0      | 4      | 20,00      | Sub., Dimis.     |
| 2024-2025              | Pescara                | C                      | 38+9       | 19+6       | 10+1       | 9+2        | CI-C            | 1               | 0               | 0               | 1               | -                  | -                  | -                  | -                  | -                  | -           | -           | -           | -           | -           | 48     | 25     | 11     | 12     | 52,08      | 4º (prom.)       |
| Totale carriera        | Totale carriera        | Totale carriera        | 804        | 295        | 264        | 245        |                 | 75              | 33              | 15              | 27              |                    | 6                  | 3                  | 1                  | 2                  |             | -           | -           | -           | -           | 885    | 331    | 280    | 274    | 37,40      |                  |

#### Nazionale
| Squadra     | Naz               | dal            | al       | Record | Record | Record | Record     | Record | Record | Record | Record |
| G           | V                 | N              | P        | GF     | GS     | DR     | % Vittorie |        |        |        |        |
| ----------- | ----------------- | -------------- | -------- | ------ | ------ | ------ | ---------- | ------ | ------ | ------ | ------ |
| Italia U-21 | Italia (bandiera) | 17 luglio 2025 | in corso | 0      | 0      | 0      | 0          | 0      | 0      | +0     | —      |
| Totale      | Totale            | Totale         | Totale   | 0      | 0      | 0      | 0          | 0      | 0      | −0     | —      |

#### Nazionale italiana Under-21
| 2025               | Italia U-21        | Qual. Euro U-21 2027 | nel Gruppo E       | 0 | 0 | 0 | 0 | — | 0 | 0 | 0 |
| 2026               | Italia U-21        | Qual. Euro U-21 2027 | nel Gruppo E       | 0 | 0 | 0 | 0 | — | 0 | 0 | 0 |
| Dal 2025           | Italia U-21        | Amichevoli           |                    | 0 | 0 | 0 | 0 | — | 0 | 0 | 0 |
| Totale Italia U-21 | Totale Italia U-21 | Totale Italia U-21   | Totale Italia U-21 | 0 | 0 | 0 | 0 | — | 0 | 0 | 0 |

## Palmarès

#### Individuale
- Panchina d'oro Serie C: 1

2021-2022